# Zhang Yuting
Zhang Yuting (n. 4 septembrie 1999, Harbin, Republica Populară Chineză) este o sportivă ce a reprezentat Republica Populară Chineză, medaliată olimpică. A participat la o ediție a Jocurilor Olimpice (2022) în care a câștigat o medalie de aur și o medalie de bronz.